# Tarn-et-Garonne
Tarn-et-Garonne (okcitansko Tarn e Garona, oznaka 82) je francoski departma, imenovan po rekah Tarn in Garoni, ki tečeta skozenj. Nahaja se v regiji Jug-Pireneji.

## Zgodovina
Departma je bil ustanovljen v času Prvega francoskega cesarstva 4. novembra 1808 iz delov sosednjih departmajev.

## Geografija
Tarn-et-Garonne (Tarn in Garona) leži v severnem delu regije Jug-Pireneji. Na severu meji na departma Lot, na vzhodu na Aveyron in Tarn, na jugu na Zgornjo Garono in Gers, na zahodu pa na departma regije Akvitanije Lot in Garono.